# داین فوسی
دایان فوسی (به انگلیسی: Dian Fossey) متولد ۱۶ ژانویه ۱۹۳۲ در شهر سان فرانسیسکو، کالیفرنیا، یک جانورشناس و رفتارشناس مشهور در زمینه شناخت گوریل ها است.

## در یک نگاه
شهرت وی مدیون شناخت رفتار گوریلهای کوهستان است. او به مدت ۱۸ سال از نزدیک با گوریلها زندگی کرد. فیلم گوریل‌ها در مه بر اساس زندگی واقعی دایان فوسی و کتاب معروف وی با همین نام ساخته شده است. پس از سفری به آفریقا در سال ۱۹۶۳ با دکتر لوئیس لیکی ملاقات کرد و به مطالعه در زمینه گوریلهای کوهستان علاقه‌مند شد. دایان فوسی یکی از بهترین متخصصان نخستی‌شناسی در زمان حیاتش بود. او به همراه جین گودال محقق شمپانزه و بیروت گالدیکاس محقق اورانگوتان سه زن مهم پژوهشگر زمان خویش بودند که به فرشتگان لیکی معروف شدند، بوسیله دکتر لیکی برای شناخت بیشتر نخستی‌سانان به حیات وحش و زیستگاه‌های بومی این جانوران اعزام شدند.

## اوایل زندگی
فوسی در سانفرانسیسکو، کالیفرنیا، دختر هیزل (با نام خانوادگی کید)، یک مدل مد، و جورج ادوارد فوسی سوم، یک مشاور املاک و صاحب کسب و کار به دنیا آمد.[2][5] وقتی او شش ساله بود والدینش طلاق گرفتند.[6] مادرش سال بعد دوباره با تاجر ریچارد پرایس ازدواج کرد. پدرش سعی کرد ارتباط خود را حفظ کند، اما مادرش آن را دلسرد کرد و متعاقباً تمام تماس قطع شد.[7] ناپدری فوسی، ریچارد پرایس، هرگز با او مانند فرزند خود رفتار نکرد. او به فوسی اجازه نمی داد که در هنگام شام با او یا مادرش پشت میز ناهارخوری بنشیند.[8] ریچارد پرایس، مردی که به نظم و انضباط سخت پایبند بود، حمایت عاطفی کمی به فوسی ارائه کرد.[9] اگرچه، تا سال 1950، ریچارد و هیزل با دیان به شهرستان مارین نقل مکان کردند، همان شهرستانی که پدرش جورج فوسی، که اکنون با خانم گلدیس بوو (با نام خانوادگی کوهلر) ازدواج کرده بود، زندگی می‌کرد.[10][11] (جورج و گلادیس تا سال 1960 طلاق گرفتند. سومین و آخرین ازدواج او با کاترین اسمیت در حدود سال 1959 بود. کاترین در طول سال ها به اشتباه به عنوان مادر دیان ذکر شده است.)
فوسی که با ناامنی شخصی دست و پنجه نرم می کرد، به حیوانات به عنوان راهی برای جلب پذیرش روی آورد.[13] عشق او به حیوانات با اولین ماهی قرمز خانگی اش آغاز شد و در طول زندگی او ادامه یافت.[8] در شش سالگی، او شروع به اسب سواری کرد و نامه ای از مدرسه اش گرفت. با فارغ التحصیلی از کالج در سال 1954، فوسی خود را به عنوان یک سوارکار تثبیت کرد.

### تحصیلات و حرفه پزشکی
فوسی در دبیرستان لاول تحصیل کرد. به دنبال راهنمایی ناپدری خود، او در یک دوره تجاری در کالج مارین در سانفرانسیسکو ثبت نام کرد. با این حال، گذراندن تابستان خود در مزرعه ای در مونتانا در 19 سالگی عشق او را به حیوانات دوباره زنده کرد و او در یک دوره پیش دامپزشکی در زیست شناسی در دانشگاه کالیفرنیا، دیویس ثبت نام کرد. فوسی برخلاف خواسته‌های ناپدری‌اش برای تحصیل در یک مدرسه بازرگانی، تصمیم گرفت زندگی حرفه‌ای خود را با حیوانات بگذراند. در نتیجه، والدین فوسی نتوانستند هیچ گونه حمایت مالی قابل توجهی از او در زندگی بزرگسالی اش انجام دهند.[8] او با کار به عنوان منشی در یک فروشگاه بزرگ وایت فرانت، انجام سایر کارهای منشی و آزمایشگاهی، و کار به عنوان ماشین‌کار در یک کارخانه، مخارج خود را تأمین می‌کرد.
اگرچه فوسی همیشه یک دانش آموز نمونه بود، اما در شیمی و فیزیک مشکل داشت و در سال دوم این برنامه شکست خورد. او به کالج ایالتی سن خوزه منتقل شد و در آنجا به عضویت انجمن کاپا آلفا تتا درآمد و در رشته کاردرمانی تحصیل کرد و مدرک لیسانس خود را در سال 1954 دریافت کرد.[14] فوسی کار خود را در کاردرمانی آغاز کرد. او در بیمارستان‌های کالیفرنیا کارآموزی کرد و با بیماران سل کار کرد.[15] فوسی به یک سوارکاری برنده جایزه تبدیل شده بود که او را در سال 1955 به کنتاکی کشاند و یک سال بعد به عنوان کاردرمانگر در بیمارستان کودکان فلج کوسایر در لوئیزویل مشغول به کار شد.
شخصیت خجالتی و محجوب او به او کمک کرد تا به خوبی با بچه های بیمارستان کار کند.[17] فوسی به همکار خود مری وایت "گینی" هنری، منشی مدیر ارشد بیمارستان و همسر یکی از پزشکان، مایکل جی. هنری، نزدیک شد. Henrys از فوسی دعوت کرد تا در مزرعه خانوادگی آنها به آنها ملحق شود، جایی که او روزانه با دام کار می کرد و فضای خانوادگی فراگیر را که برای بیشتر عمرش وجود نداشت، تجربه کرد.[7][18] در اوقات فراغت خود به دنبال عشق خود به اسب بود.

## مرگ
در ۲۶ دسامبر ۱۹۸۵ جسد دایان فوسی در اتاق کابین‌اش در حالی که به قتل رسیده بود کشف شد. پرونده مرگ مشکوک وی همچنان باز است.

### مقالات
- "An amiable giant: Fuertes's gorilla", Living Bird Quarterly 1(summer): 21–22, 1982
- "Mountain gorilla research, 1974", Nat. Geogr. Soc. Res. Reps.  14: 243–258, 1982
- "Mountain gorilla research, 1971–1972", Nat. Geogr. Soc. Res. Reps.  1971 Projects, 12: 237–255, 1980
- "Mountain gorilla research, 1969–1970", Nat. Geogr. Soc. Res. Reps.  1969 Projects, 11: 173–176, 1978
- The behaviour of the mountain gorilla, Ph.D. diss. Cambridge University, 1976
- "Observations on the home range of one group of mountain gorillas (Gorilla gorilla beringei)", Anim. Behav.  22: 568–581, 1974
- "Vocalizations of the mountain gorilla (Gorilla gorilla beringei)", Anim. Behav.  20: 36-531972

## پیوند به‌بیرون
- Dian Fossey در بانک اطلاعات اینترنتی فیلم‌ها (IMDb)
- داین فوسی در وبگاه قبریاب
- Dian Fossey Gorilla Fund International
- International Primate Protection League
- The Legacy of Dian Fossey
- Fossey's first article for National Geographic, 1970
- Dian Fossey eco money with quote
- January 1970 article by Fossey in National Geographic - with pictures
- Murder in the Mist solved? Animal Welfare Institute Quarterly
- This article gives some information about the degradation of Dian's relationship with National Geographic Society prior to her death